# Cerkiew Świętych Siedmoczislenników w Sofii
Cerkiew Świętych Siedmoczislenników w Sofii (bułg. Свети Седмочисленици) – cerkiew prawosławna w Sofii, przebudowana z dawnego meczetu.
W 1528 z polecenia sułtana Sulejmana Wspaniałego wybudowano na tym miejscu meczet, od pokrytego czarnymi granitowymi płytkami minaretu nazwany „czarnym” (tur. Kara Camii, bułg. Черната джамия). Była to duża, jednoprzestrzenna budowla na planie kwadratu, przykryta okazałą kopułą krytą ołowiem. Tradycja mówi, że zaprojektował go znakomity turecki architekt Sinan. W późniejszym okresie z meczetem wiązano też imię Mehmeda Paszy, choć o jego udziale we wzniesieniu budowli źródła milczą. W XIX w. minaret meczetu zawalił się wskutek trzęsienia ziemi. Po wyzwoleniu Bułgarii w 1878 pozbawiony funkcji sakralnej meczet wykorzystywany był jako skład wojskowy, a później areszt.
W 1901 rosyjski architekt Aleksander Pomierancew zaproponował przebudowę opuszczonego i niszczejącego meczetu na prawosławną cerkiew. Idea ta zyskała poparcie premiera Bułgarii Karawełowa, który po śmierci spoczął na cmentarzu przy tej cerkwi. Przebudowa była dziełem bułgarskich architektów Jordana Miłanowa i Petka Momcziłowa i trwała niecały rok. Już 27 lipca 1903 świątynia została poświęcona ku czci „Świętych Siedmoczislenników” – Świętych Cyryla, Metodego i ich pięciu uczniów: Klemensa Ochrydzkiego, Nauma, Agelarego, Sawy i Gorazda.
Podczas przebudowy rozebrano resztki minaretu i położona opodal starą medresę, a do budynku dawnego meczetu dobudowano cztery boczne kopuły, dzwonnicę i narteks. Ikonostas i pozostałe wyposażenie cerkiewne wykonali artyści ze znanego w Bułgarii rzeźbiarskiego rodu Filipowów.
W podziemiach świątyni odkryto resztki starochrześcijańskiego kościoła z V–VI wieku i jeszcze starszego asklepiejonu.
14 kwietnia 1925 przed tą cerkwią bułgarski terrorysta komunistyczny Atanas Todowiczyn zastrzelił wychodzącego z wieczornego nabożeństwa generała Konstantina Georgiewa.